# Timothy McLaren
Timothy Mclaren, född den 24 september 1956 i Cootamundra i Australien, är en australisk roddare.
Han tog OS-silver i scullerfyra i samband med de olympiska roddtävlingarna 1984 i Los Angeles.